# Протесты французских фермеров (2024)
Протесты французских фермеров 2024 года — серия протестов и перекрытий дорог, организованная в основном сельскохозяйственными профсоюзами (FNSEA) с 18 января 2024 года. Фермеры протестовали против низких цен на продукты питания, планируемого сокращения государственных субсидий на дизельное топливо для фермеров и соглашения о свободной торговле ЕС-Mercosur.
В ответ на протесты правительство Габриэля Атталя отменило предложенное сокращение государственных субсидий на сельскохозяйственное дизельное топливо и приняло другие меры по снижению финансового и бюрократического бремени для фермеров, но протесты продолжались.
Движение началось из Окситании, сначала с демонстрации в Тулузе 16 января, которая не имела никакого эффекта. Затем 18 января окситанские фермеры решили заблокировать автомагистраль A64. Движение нанесло ущерб имуществу, в том числе правительственным зданиям.
23 января 37-летняя фермерша и ее 12-летняя дочь погибли после того, как машина врезалась в блокпост, на котором они стояли. Муж фермерши был тяжело ранен.
Пострадали основные дороги. Сообщается, что протесты охватили Париж.
Блокады автострад были сняты к 3 февраля 2024 года. Эти протесты аналогичны протестам против сельского хозяйства в Италии в 2024 году.
В октябре 2024 года движение возобновится в Окситании под лозунгом «Нет страны без фермеров». На этот раз фермеры мобилизуются, чтобы отговорить французское правительство от принятия соглашения о свободной торговле между Европейским союзом и МЕРКОСУР.